# Lynch (Nebraska)
Lynch – wieś w Stanach Zjednoczonych, w stanie Nebraska, w hrabstwie Boyd.